# Knihovna města Olomouce
Knihovna města Olomouce je veřejná knihovna sídlící na náměstí Republiky v Olomouci, která vznikla transformací z původní Okresní knihovny na konci roku 1889. Knihovna poskytuje knihovnické, bibliografické a informační služby obyvatelům města Olomouce a okolí. Je také důležitým kulturním centrem města.

## Historie

### Historie Knihovny města Olomouce
Veřejná knihovna v Olomouci byla již od svého vzniku 1. prosince 1889 důležitou součástí kulturního života města. Nacházela se v klubovně České besedy v Národním domě, který byl centrem českého společenského a spolkového života. Její otevření bylo důsledkem národnostního boje mezi německou většinou a českou menšinou v Olomouci.
Od roku 1920 se na základě Masarykova zákona o veřejných knihovnách (z roku 1919) stává veřejnou městskou knihovnou a sídlí v Salmově paláci na Horním náměstí. Její tehdejší ředitel (Antonín Šprinc) propagoval myšlenku co největší přístupnosti knihovnických služeb, a tak vznikaly pobočky také v jednotlivých městských částech.
V roce 1949 byla městská knihovna definitivně přestěhována do budovy bývalého hejtmanství na náměstí Republiky. V roce 1952 zde bylo zřízeno jedno z prvních hudebních oddělení v českých lidových knihovnách.
V letech 1953–1960, v době existence Olomouckého kraje, působila knihovna pod názvem Krajská knihovna, v letech 1960–2002 jako Okresní knihovna v Olomouci.
Kromě prof. Šprince existují i další osobnosti, které spojily svůj osud s knihovnou – Klement Králík, prof. Otakar Janovský, František Hrbáček, Jaroslav Michal, PhDr. Jaromír Stříž a další.
V roce 1993 byla zavedena počítačová síť s knihovnickým programem. Začala retrokatalogizace fondu a postupně byly automatizovány jednotlivé provozy.

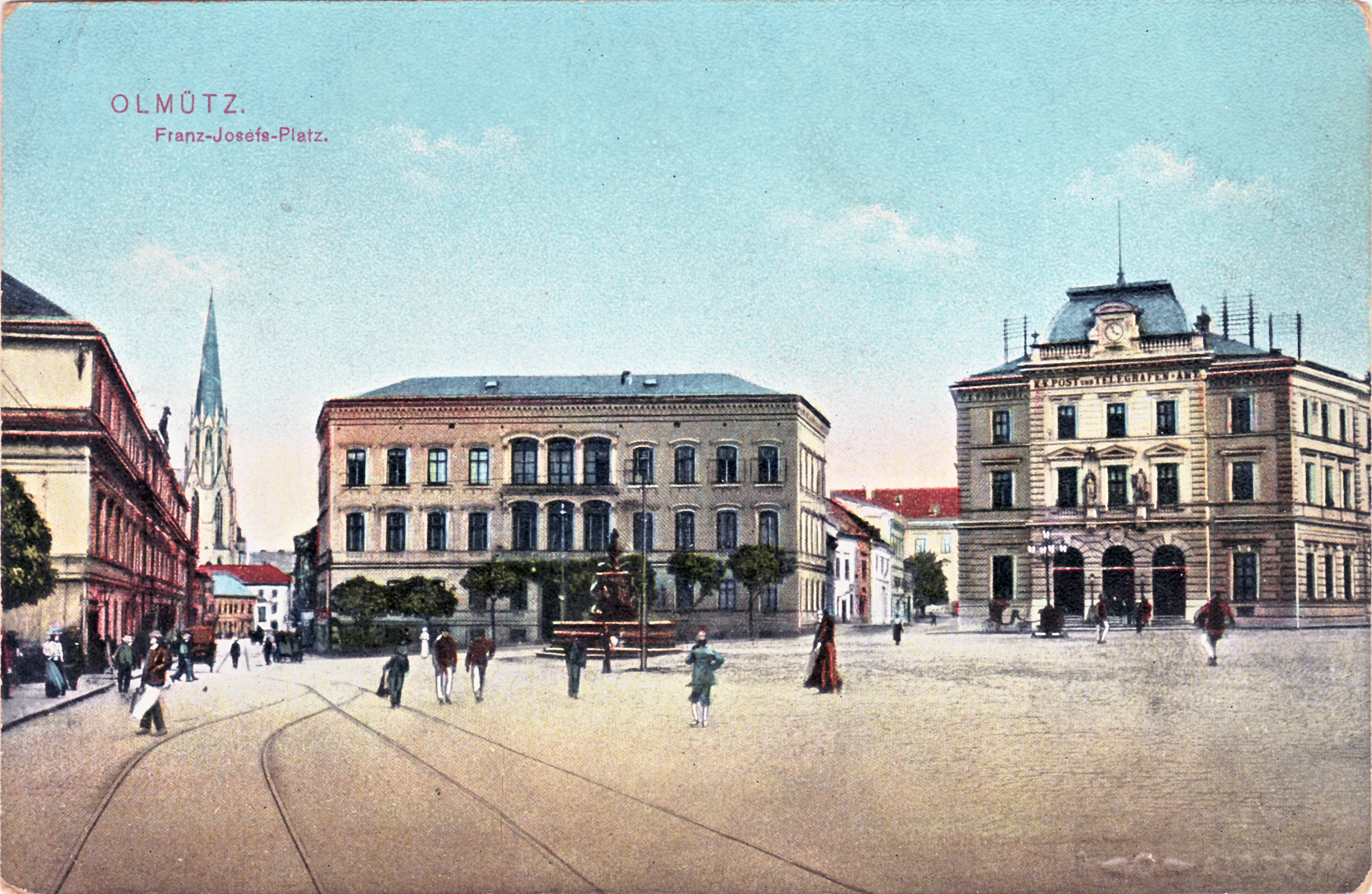
Historická pohled na budovu knihovny z roku 1912

Od května 2001 zde začalo fungovat Internetové centrum se zaměřením na integraci minoritních skupin obyvatelstva. Prostředky na jeho vytvoření byly získány z grantu poskytnutého evropskými fondy PHARE a ze státního rozpočtu.

## Současnost
Od roku 2003 se zřizovatelem knihovny stalo Statutární město Olomouc a knihovna začala působit pod názvem Knihovna města Olomouce. Tvoří ji 14 knihoven na celém území města, má asi 300 000 knihovních jednotek a 12 000 čtenářů, kteří si za rok vypůjčí přes půl milionu knih, novin, časopisů, hudebnin, gramofonových desek a CD.

### Historie budovy na náměstí Republiky
Budova Knihovny města Olomouce se nachází na náměstí Republiky. Jde o přibližně trojhranné náměstí ohraničené na jihovýchodní straně budovami hlavní pošty a knihovny (bývalého okresního hejtmanství), na jihozápadní straně budovou bývalé jezuitské koleje (nyní Správního archivu Armády ČR) a na severu budovou někdejšího kostela sv. Kláry s klášterem (nyní patří ke komplexu Vlastivědného muzea v Olomouci). Šlo o nejstarší část města  – Předhradí – která byla ve 13. století připojena k hradu (Přemyslovský palác).
V polovině 18. století byla rozloha tohoto náměstí, zvaného dříve náměstím Mariánským, o něco větší než dnes. Na východní straně (právě v místech budovy dnešní knihovny) je téměř z poloviny zaplňovala rozměrná gotická stavba farního kostela Matky Boží na Předhradí, obklopená hřbitovem.
Tento kostel byl podle pověsti založen Jaroslavem ze Šternberka po legendární vítězné bitvě nad Tatary v roce 1241. První písemné zprávy jej však zaznamenávají v roce 1253 a 1258 a dávají usuzovat na založení přemyslovské. Stavebně to byl gotický trojlodní síňový kostel s čtyřhrannou věží uprostřed obklopený hřbitovem, jehož zeď byla na pilířích osazená sochami svatých v nadživotní velikosti. Dvě z nich jsou dnes umístěny u vchodu do svatomichalského kostela.
Kostel byl v roce 1750 postupně barokizován a uvnitř vyzdoben freskami Jana Kryštofa Handkeho.
Za Josefa II. byl v roce 1785 kostel zrušen, ale nadále byl užíván jako skladiště. Roku 1839 byl zbořen.
V letech 1853–1855 byla na jeho místě (tehdy náměstí Františka Josefa) pro okresní hejtmanství v Olomouci postavena dvoupatrová budova s monumentálním průjezdem a palácovým průčelím s prefabrikovaným dekorem v duchu historizujícího neoklasicismu vídeňských palácových staveb. Stavbu realizoval Josef Seifert, oficiální představitel stavební správy na Moravě.
Veřejná knihovna sídlí v této budově od roku 1948. V roce 2015 knihovna získala titul Městská knihovna roku 2015.

## Pobočky
- pobočka BrněnskáPobočka Brněnská
- pobočka Holice
- pobočka Neředín
- pobočka Jungmannova
- pobočka na ul. Trnkova
- pobočka Nové sady
- pobočka Tabulový vrch

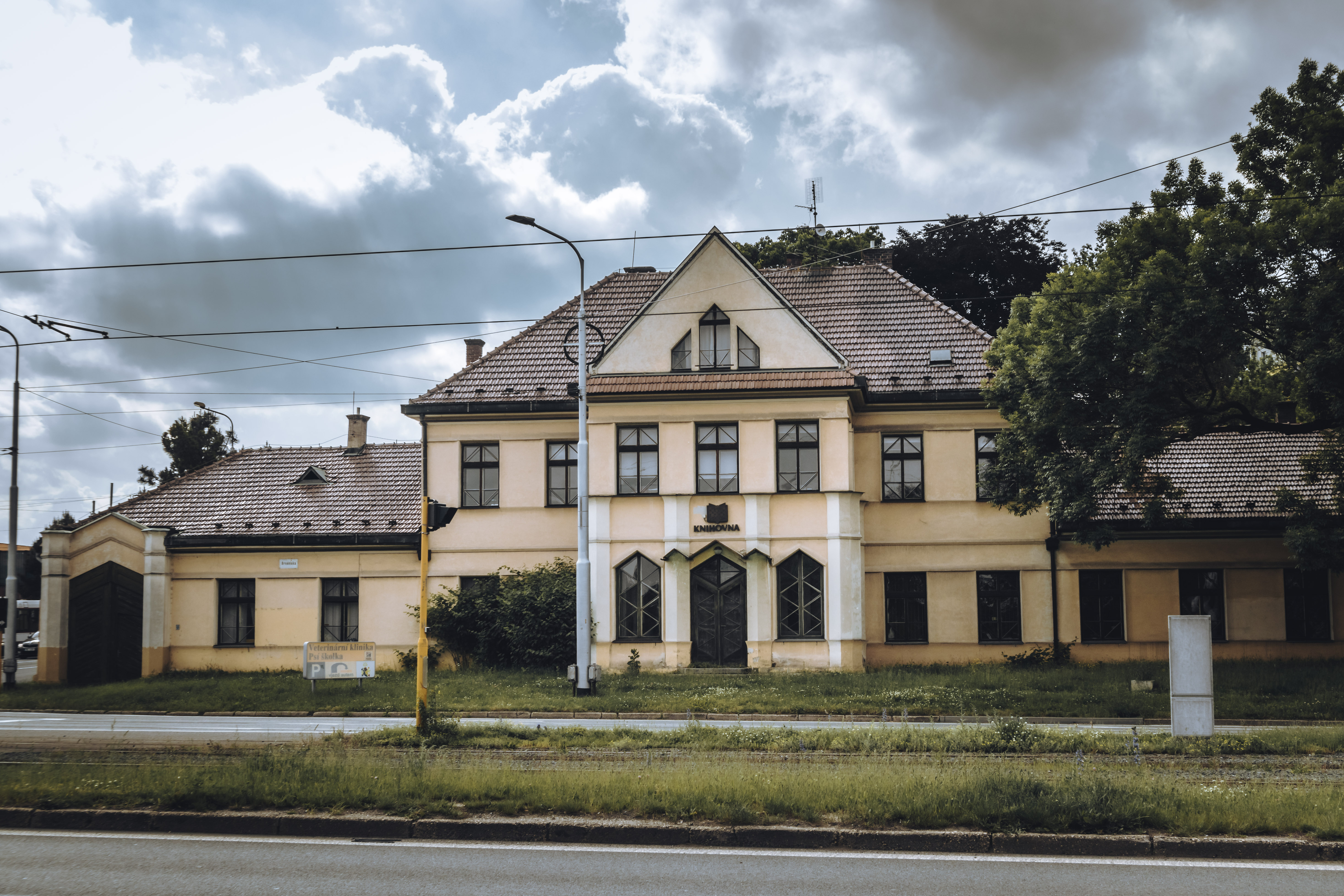
Pobočka Brněnská

- pobočky městských částí (Sv. Kopeček, Lošov, Radíkov, Droždín, Chomoutov, Nedvězí, Slavonín, Týneček)

## Služby
V ústřední budově na náměstí Republiky se nacházejí tato oddělení: Oddělení pro děti a mládež, Oddělení pro dospělé čtenáře, Půjčovna hudebnin a hudebních nosičů, Čítárna a studovna, Internetové centrum.
Na území města Olomouce dále poskytuje knihovnické služby 6 městských poboček a 8 knihoven v městských částech. Lze zde využít bezplatné připojení k internetu, absolvovat počítačové kurzy, přednášky o trénování paměti, kreativní dílny nebo se stát členem Klubu deskových her. Kromě kurzů a přednášek realizovaných lektory knihovny pořádá knihovna besedy s osobnostmi.
K dalším nejen komunitním aktivitám knihovny patří:
- Noc s Andersenem – celostátní akce pro děti plná her, pohádek a fantazie spojená s nocováním v knihovně,
- Den pro dětskou knihu – celostátní akce pro děti, kdy se knihovna promění v místo plné pohádkových bytostí,
- Den otevřených dveří v rámci Dnů evropského kulturního dědictví – akce se koná v budově na náměstí Republiky a v kubistické vile pobočky na Brněnské ulici,
- Výstavy v Internetovém centru na náměstí Republiky, v půjčovně pro dospělé čtenáře a ve foyeru pobočky na Brněnské ulici,
- Osobnosti střední Moravy – každoročně vydávané tištěné kalendárium, které čerpá z Elektronické databáze osobností střední Moravy,
- Prvotiny – literární soutěž završená sborníkem a slavnostním vyhodnocením,
- zapojení do dalších celostátních knihovnických akcí: Březen měsíc čtenářů, Týden knihoven, apod.